# Rheingauer Volksbank
Die Rheingauer Volksbank eG ist eine Genossenschaftsbank und hat ihren Sitz in Geisenheim. Das Geschäftsgebiet der Bank umfasst den gesamten Rheingau sowie Teile des Untertaunus. Eigentümer der Bank sind mehr als 17.800 Genossenschaftsmitglieder. Zum Unternehmen gehören zwei Tochterfirmen: Rheingauer Volksbank Immobilien GmbH und Rheingauer Winzerbedarf GmbH.

## Geschäftsgebiet
Das Geschäftsgebiet umfasst den gesamten Rheingau von Walluf bis Lorch sowie Teile des Untertaunus. Die Bank betreibt im Geschäftsgebiet 10 Geschäftsstellen in Lorch, Rüdesheim am Rhein, Geisenheim, Johannisberg, Winkel, Oestrich, Hallgarten, Eltville am Rhein, Kiedrich und Bad Schwalbach. Zusätzlich zu den Geschäftsstellen gibt es in Geisenheim, Eltville und Bad Schwalbach drei reine Beratungszentren. Der Kundenservice wird ergänzt durch eine mobile Filiale, die in Assmannshausen, Aulhausen, Stephanshausen, Erbach, Marienthal, Rauenthal, Martinsthal und Walluf Haltestellen anfährt sowie durch zehn Selbstbedienungsstellen in Assmannshausen, Erbach, Marienthal, Rauenthal, Rüdesheim, Geisenheim, Walluf, Winkel, Hattenheim und Schlangenbad.

## Geschichte
Mit der Gründung des Vorschuss- und Creditvereins im Jahre 1862 schufen sich Handwerker, Kleingewerbetreibende, Winzer und Sparer einen Verein, der Spareinlagen annahm und Kreditaufnahmen ermöglichte. Der Genossenschaft in Geisenheim lagen die Grundwerte Selbsthilfe, demokratische Selbstverwaltung und Selbstverantwortung zugrunde, die auch noch heute stark die Handlungsweise der Bank bestimmen. Nach Ende des Ersten Weltkriegs erfolgte die Umfirmierung in die Rheingauer Bank e.G.m.b.H. 1929 erfolgte die Fusion mit der Rheinischen Volksbank e.G.m.b.H. zur Rheingauer Volksbank. Direktor wurde Karl Larsen. 1959 wurde ein modernes Bankgebäude errichtet, die Basis der heutigen Hauptgeschäftsstelle in Geisenheim. Larsen wurde 1969 von Rolf Andreas abgelöst. Nach der Fusion mit der Volksbank Raiffeisenbank Lorch eG im Jahr 1990 übernahm 1995 Helmut Colloseus den Vorstandsvorsitz. 1997 wurde Paul Meuer in den Vorstand berufen. 1999 erfolgte die Fusion mit den beiden Raiffeisenbanken Mittel-Rheingau und Rheingau-Taunus. Seitdem ist die Rheingauer Volksbank im gesamten Rheingau und einem Teil des Untertaunus präsent. Als Tochterunternehmen entstanden die Rheingauer Winzerbedarf GmbH und die Rheingauer Immobilien GmbH. 2007 übernahm Paul Meuer den Vorstandsvorsitz. Im Jahr 2012 feierte die Rheingauer Volksbank ihr 150-jähriges Jubiläum. Zum 1. Juli 2017 trat Andreas Zeiselmaier die Nachfolge von Meuer an, der in den Ruhestand verabschiedet wurde und ist nun Vorstandsvorsitzender der Rheingauer Volksbank.